# 竹山ひすい
竹山 ひすい（たけやま ひすい、2002年10月17日 - ）は、日本の子役、タレント。
千葉県出身。スマイルモンキー所属。

## 経歴・人物
2006年に子役としてデビュー。最初はスチールやモデル出演もあったが、2008年からCM出演、2009年からテレビ出演（再現VTRも含む）もあり。
特技は、モダンバレエ、ジャズダンス、水泳、スキー。

## 出演

### テレビ番組
すべてバラエティ番組
- うたばん「私立うたばん学園」（2009年、TBS）
  - とくばん「うたばんアカデミー学院」（2009年、TBS）
- カスペ!「胸キュン!ジェネレーション天国」（2010年、フジテレビ）
- 商品降臨（2010年、テレビ東京）
- 爆笑問題の大変よくできました!（2011年、テレビ東京）
- できた できた できた（2011年8月 - 、NHK Eテレ）

### CM
- 富士通「企業CM 見える世界編」（2008年）
- 東武鉄道「東武スペーシア 夏編」（2008年）
- 永谷園「カレー鍋の素」「子供のふりかけ」（2008年）
- マルハニチロ「マジックカットフィッシュソーセージCa」（2009年）
- 大塚製薬「オロナミンC」（2009年）
- UR都市機構「賃貸住宅」（2009年）
- ベネッセ 進研ゼミ小学講座「わかっちゃった編」（2010年）
- 春華堂 うなぎパイ「体操家族編」（2011年1月 - ）逢沢りなと共演
- 日本マクドナルド「ハッピーセット」ドラえもん・ハローキティ編（2011年）
- 任天堂「[Nintendo 3DS 花といきもの立体図鑑」（2011年）
- 日清食品「チキンラーメン」（2011年）
- NTTドコモ「キッズケータイ ケータイデビュー篇」（2012年）
- アクリフーズ「焼えびグラタン グラタンやきやき篇」（2012年）
- ハウス食品「とんがりコーン と！と！と！だれかと篇」（2012年）
- イオン「イオンのメニークリスマス。篇」（2012年）
- 日本マクドナルド「ハッピーセット ポケットモンスター」（2012年）

### スチール
- 無印良品（2006年 - 2009年）
- ベネッセ「ワールドワイド KIDS ENGRISH」（2007年）
- リクルート「住宅情報誌」（2009年）
- マイカルサティ（現:イオン）のチラシ（2010年）

### テレビドラマ
- お兄ちゃん、ガチャ 少女ズ役